# Asteasu
Asteasu (prononcer « Achetéachou ») est une commune du Guipuscoa dans la communauté autonome du Pays basque en Espagne.

## Personnalités
- Julen Lopetegui (1966): ex-gardien de but de football international.
- Bernardo Atxaga (1951): écrivain en langue basque. Considéré comme le plus important contemporain dans cette langue.
- Pello Errota (1840-1919): bertsolari.
- Juan Bautista Agirre (1742-1823): écrivain en langue basque.
- Julián Lizardi (1696-1735): missionnaire et martyr jésuite au Paraguay.

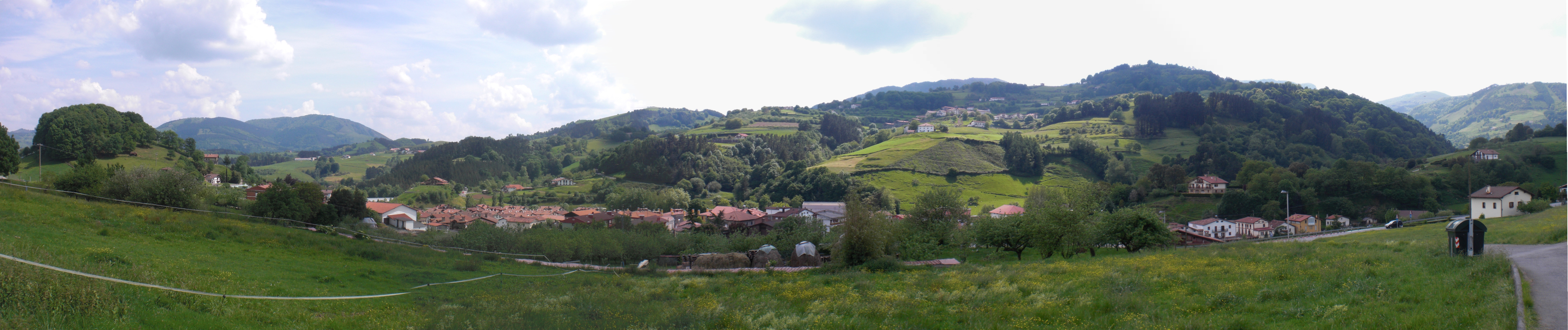
Asteasuko herrigunea Elizmendi auzotik. Goian, hondoan, Larraul.

### Sources
- (es) Cet article est partiellement ou en totalité issu de l’article de Wikipédia en espagnol intitulé « Asteasu » (voir la liste des auteurs).